# Oost-Vlieland (plaats)
Vlieland, ook (en tot 2009 officieel) Oost-Vlieland en lokaal Osteynde, is het enige dorp en daarmee gelijk de hoofdplaats van het waddeneiland Vlieland in de Nederlandse provincie Friesland. Sinds 2009 is ‘Vlieland’ de formele naam van het dorp volgens de gemeentelijke registraties (BAG) en hanteert de gemeente Vlieland de plaatsnaam Vlieland bij de adressen van het dorp. Echter wordt de naam ‘Oost-Vlieland’ in het algemene spraakgebruik regelmatig gebruikt om het dorp te onderscheiden van het eiland Vlieland.
Zoals de naam al aangeeft ligt het dorp in het oosten van Vlieland. Op Vlieland bestond ooit een tweede dorp met de naam West-Vlieland (Westeynde). Dit dorp werd in 1736 door de zee overstroomd. De Dorpsstraat in Oost-Vlieland is de belangrijkste straat met winkels en horeca, en onder andere de voormalige Zeevaartschool, nu Hotel de Wadden.
Iets ten oosten van het dorp ligt een bedrijventerrein en de haven van Vlieland.

## Monumenten
Oost-Vlieland is vanwege de cultuurhistorische waarde sinds 1971 beschermd dorpsgezicht, een van de beschermde stads- en dorpsgezichten in Friesland. Er zijn onder andere 39 panden in Oost-Vlieland die tot rijksmonument zijn verklaard.

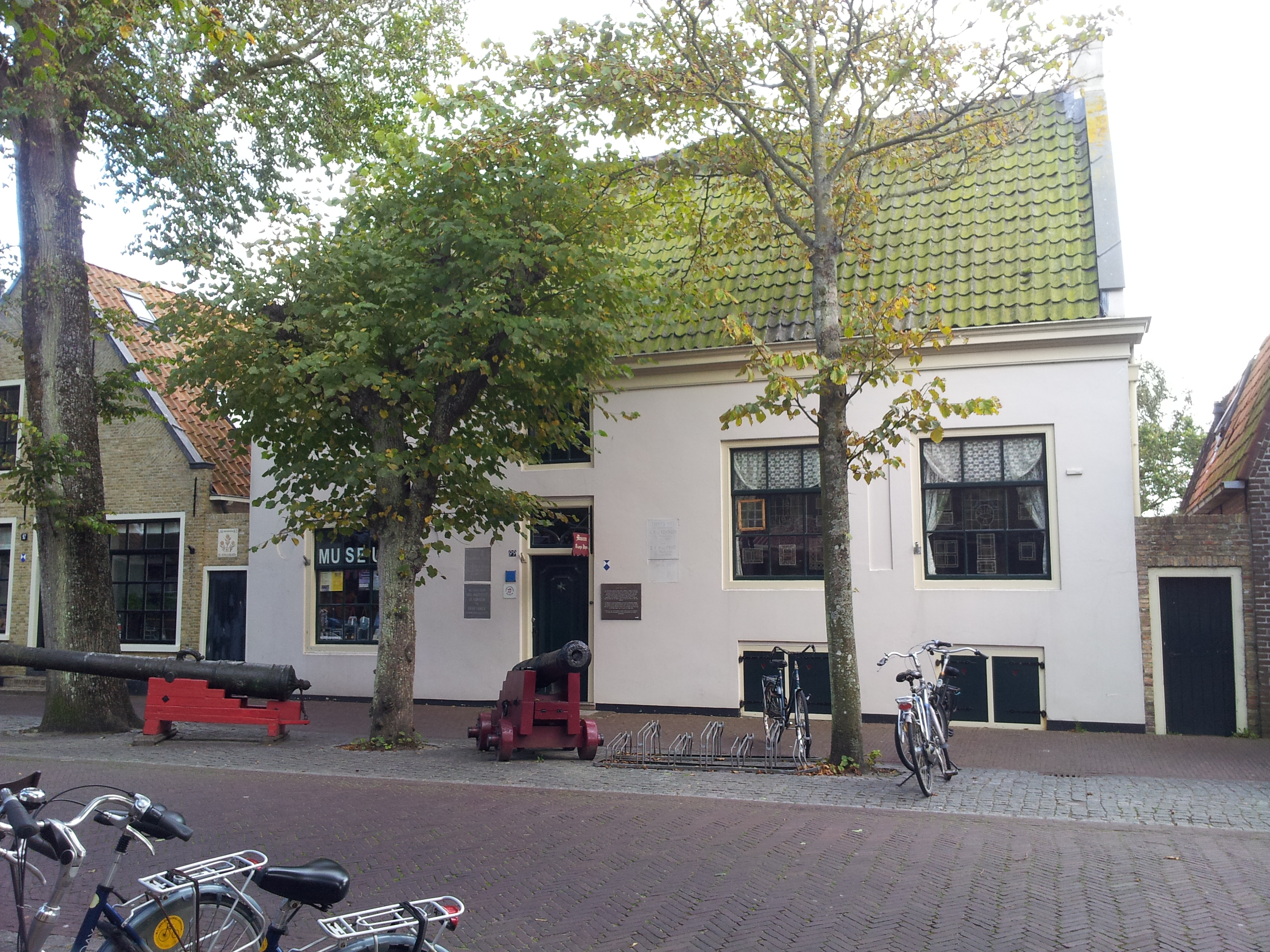
Museum Tromp's Huys
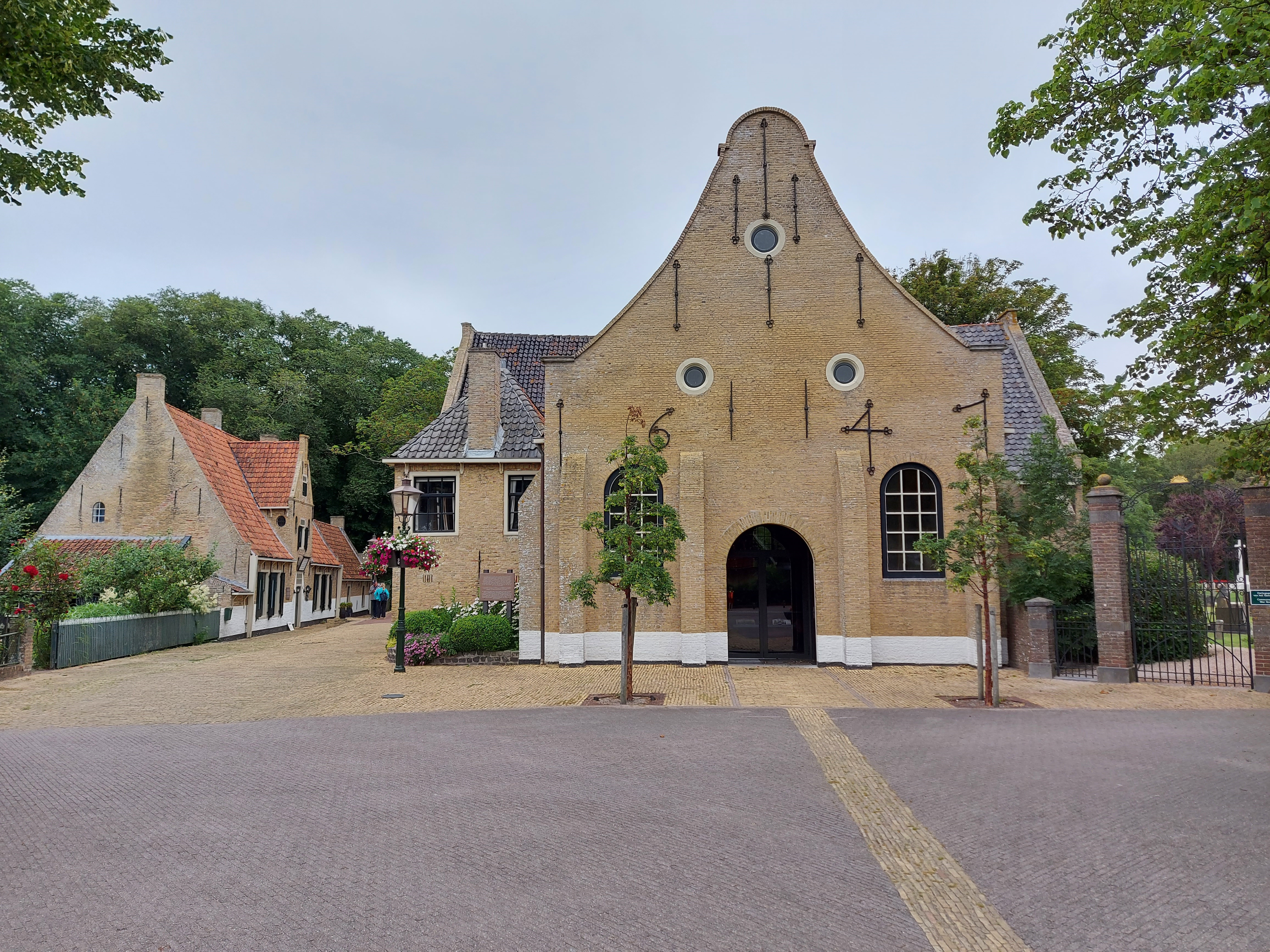
De Nicolaaskerk en links het armhuis
- Videobeelden van Oost-Vlieland

## Voorzieningen
- Bibliotheek
- VVV
- Sportcomplex Flidunen met zwembad
- Informatiecentrum De Noordwester, met informatie over Vlieland en zijn bewoners

Ballum · Beetsterzwaag · Bergum · Buitenpost · Damwoude · Dokkum ·  Drachten · Franeker · Joure · Harlingen · Heerenveen · Leeuwarden · Oost-Vlieland · Oosterwolde · Schiermonnikoog · Sneek · West-Terschelling · Wolvega